# بلخیر
بلخیر (به عربی: بلخیر) یک شهرداری در الجزایر است که در استان قالمه واقع شده‌است. بلخیر ۱۴٬۹۷۹ نفر جمعیت دارد.